# Piet Alberts (burgemeester)

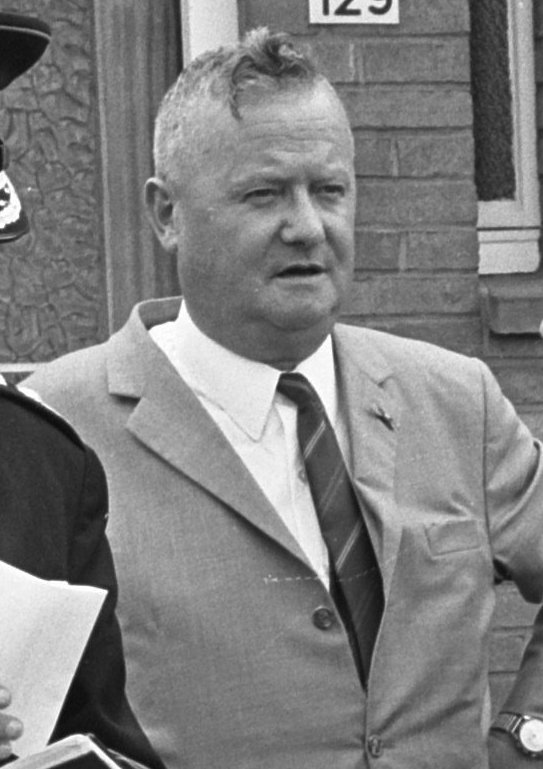
Burgemeester P.B.M. Alberts (1968)

Petrus Bernardus Maria (Piet) Alberts (Schiedam, 28 augustus 1909 – 7 september 1982) was een Nederlands politicus van de RKSP en de  KVP.
Hij werd geboren als zoon van Henricus Bernardus Alberts (1878-1950) en Barbara Johanna van Dorp (1880-1963). Hij deed een driejarige hbs en studeerde daarna aan een kweekschool. Vanaf 1929 was hij onderwijzer en in 1932 behaalde hij de hoofdakte. Daarnaast was hij jeugdleider en betrokken bij de 'Kindervacantiespelen'. Aan het begin van de oorlog was hij kaderleider bij de Nederlandsche Unie voor Zuid-Holland. Eind 1941 werd die organisatie door de Duitsers verboden. In mei 1942 werd hij opgepakt en, net als anderen die actief waren binnen de Nederlandse Unie, als gijzelaar geïnterneerd in Kamp Sint-Michielsgestel. Bijna een  half jaar later kwam hij vrij. Na de bevrijding was hij voorzitter van de RKSP kieskring Dordrecht en daarmee ook RKSP-hoofdbestuurslid. In november 1945 kreeg Schiedam een noodgemeenteraad die Alberts als wethouder koos. Na het vertrek van waarnemend burgemeester K. Bosch nam Alberts als locoburgemeester bijna een jaar diens functie waar. Intussen was de RKSP opgevolgd door de KVP waarvan hij ook in het hoofdbestuur zat en van 1945 tot 1963 de penningmeester was. In mei 1949 kwam een eind aan zijn wethouderschap omdat hij benoemd werd tot burgemeester van Rucphen. In juli 1970 werd hem op eigen verzoek ontslag verleend en in 1982 overleed hij op 73-jarige leeftijd.